# Conirostrum ferrugineiventre
Conirostrum ferrugineiventre là một loài chim trong họ Thraupidae.